# Peter Wagner
Peter Wagner (Herne, 22 dicembre 1964) è un bassista e cantante tedesco.
Nel 1983 forma gli Avenger, che nel 1986 cambiano nome in Rage.

## Videografia
- 1994 - The Video Link
- 2001 - Metal Meets Classic Live
- 2003 - The Video Link
- 2004 - From the Cradle to the Stage
- 2007 - Full Moon in St. Petersburg

## Altro
- 1996 - Axel Rudi Pell - Black Moon Pyramid
- 1993 - Power of Metal Split-album (con Gamma Ray, Helicon e Conception)
- 2002 - The Classic Collection Box

## Apparizioni come ospiti
- "Condemnation" – Words of Paranoid (Demo) (1991) - voce attiva "Graves in the Darkness"
- Sodom - Live in der Zeche Carl (1994) – chitarre accese "Shellshock (Tank cover)" e voce attiva "The Trooper (Iron Maiden cover)"
- Axel Rudi Pell – Black Moon Pyramid (1996) – bassi accesi "Gettin' Dangerous"
- Onkel Tom Angelripper – Ein schöner Tag... (1996) – Voce (cori)
- "Casus Belli" – Promo One (Demo) (1998) - voce nelle prime due tracce "Graves in the Dark" e "Future World (Pretty Maids cover)
- "Powergod" – Evilution Part II - Back to Attack (2000) - Voce (cori)
- "GB Arts" – The Lake (2000) – voce nelle prime due tracce "Shadows of Faces" e "The Darkness Is Over"
- Victor Smolski - The Heretic (2000) – Voce, Bassi, Narrazione
- Mob Rules – Hollowed Be Thy Name (2002) – voce attiva "How the Gypsy Was Born"
- "Victor Smolski" – Majesty & Passion (2004) – bassi accesi "Concert for 2 Violins With Orchestra: Chapter 1"
- Destruction – Inventor of Evil (2005) – voce attiva "The Alliance of Hellhoundz"
- DarkSun – El Lado Oscuro (2006) – voce attiva "Prisoners of Fate"
- Nuclear Blast All-Stars – Nuclear Blast All-Stars: Into the Light (2007) – basso e voce accesi "Terrified"
- "DarkSun" – The Dark Side (2007) – voce attiva "Prisoners of Fate"
- The Arrow – Lady Nite (2008) – voce attiva "Keeper of Souls"
- Destruction – The Curse of the Antichrist: Live in Agony (2009) – voce attiva "The Alliance of Hellhoundz"
- "Destruction" - A Savage Symphony - The History of Annihilation (2010) - voce attiva "The Alliance of Hellhoundz"
- "The Flames still burns" – canzone accesa "Ballroom Hamburg — A Decade of Rock" compilazione (2010)
- "DarkSun" – Memento Mori (2012) – voce attiva "Broken Dreams"
- "CrowMatic" - 13th Room (2014) - voce attiva "Legacy - Lost in Time"
- "Mob Rules" - Timekeeper (The 20th Anniversary Box) (2014) - voce attiva "How the Gypsy Was Born (Remastered)"
- Subsignal - The Beacons of Somewhere Sometime (2015) - voce attiva "Tempest"
- "Overwind" - Level Complete (2015) - voce attiva "Million Miles Away"
- "DarkSun" - Chronicles of Aravan (2016) - voce attiva "Broken Dreams"
- "Maskhera" - Maskhovers (EP) (2017) - voce attiva "Breaking the Law"
- Emerald Sun - Under the Curse of Silence (2018) - voce attiva "Blast"
- Brainstorm - Escape the Silence (2021) - voce attiva "Escape the Silence"
- "Brainstorm" - Wall of Skulls (2021) - voce attiva "Escape the Silence"
- Orden Ogan - Final Days (Orden Organ and Friends) (2022) - voce attiva "Heart of the Android"
- "Victor Smolski" – Guitar Force (2023) - bassi accesi "Unity"
- Powerwolf - Communio Lupatum II (Interludium) (2023) - voce attiva "Call of the Wild" (Rage)